# Північна Корея на зимових Олімпійських іграх 1972
Корейську Народну Демократичну Республіку на зимових Олімпійських іграх 1972 представляли 68 спортсменів в 1 виді спорту. Збірна не завоювала жодної медалі.

## Ковзани
| Гонка  | Спортсмен   | Гонка         | Гонка |
| Гонка  | Спортсмен   | Час           | Номер |
| ------ | ----------- | ------------- | ----- |
| 500 м  | Так Ік Сук  | 55.80 (впала) | 28    |
| 1000 м | Чоі Донг Ок | 1"36.67       | 27    |
| 1000 м | Так Ін Сук  | 1:35.38       | 20    |
| 1000 м | Хан Піл Ва  | 1:33.79       | 12    |
| 1500 м | Кім Мунг Я  | 2:32.55       | 29    |
| 1500 м | Хан Піл Ва  | 2:25.64       | 13    |
| 1500 м | Кім Бук Сун | 2:25.48       | 12    |
| 3000 м | Кім Ок Сун  | 5:09.69       | 13    |
| 3000 м | Кім Бук Сун | 5:07.93       | 11    |
| 3000 м | Хан Піл Ва  | 5:07.24       | 9     |